# Samsung Galaxy Tab 3 Lite 7.0
Samsung Galaxy Tab 3 Lite 7.0 je 7palcový tablet s Androidem, vyráběný a prodávaný společností Samsung Electronics.

## Historie
Galaxy Tab 3 Lite 7.0 byl oznámen na konferenci dne 16. ledna 2014. Cena tabletu byla $159, což je zhruba 3 300 Kč.

## Funkce
Galaxy Tab 3 Lite 7.0 byl vydán s Androidem 4.2.2 Jelly Bean. Společnost Samsung přizpůsobila rozhraní pomocí softwaru TouchWiz UX. Kromě aplikací od Googlu, včetně Google Play, Gmailu a YouTube, má přístup k aplikacím od Samsung, například S Voice, S Plánovač.
Tablet je k dispozici ve variantách WiFi a 3G s WiFi. Úložište je na obou modelech 8 GB a slot pro kartu microSD pro rozšíření. Má 7palcovou TFT LCD obrazovku s rozlišením 1024x600 pixelů a pouze zadní kameru.